# Distrikt Socabaya
Der Distrikt Socabaya liegt in der Provinz Arequipa der Region Arequipa in Südwest-Peru. Der Distrikt hat eine Fläche von 18,64 km². Beim Zensus 2017 lebten 75.351 Einwohner im Distrikt. Im Jahr 1993 lag die Einwohnerzahl bei 38.288, im Jahr 2007 bei 59.671. Der Distrikt geht auf eine Gründung im 16. Jahrhundert zurück. Verwaltungssitz des Distrikts bildet San Fernando del Valle de Socabaya. Der Distrikt Socabaya ist Teil des Ballungsraumes der Provinz- und Regionshauptstadt Arequipa und liegt 7,7 km südlich von deren Stadtzentrum.

## Geographische Lage
Der Distrikt Socabaya liegt zentral in der Provinz Arequipa auf einer Höhe von etwa 2300 m. Der Distrikt hat eine maximale Längsausdehnung in Nord-Süd-Richtung von 6,7 km sowie eine Breite von etwa 3,8 km. Der Fluss Río Socabaya durchfließt den Distrikt in westlicher Richtung, der Río Yarabamba verläuft entlang der südlichen Distriktgrenze, ebenfalls nach Westen. Im Osten des Distrikts befindet sich die Anlage des Arequipa Golf Clubs.
Der Distrikt Socabaya grenzt im Norden an den Distrikt José Luis Bustamante y Rivero, im Osten an die Distrikte Sabandía, Characato und Mollebaya, im Süden an den Distrikt Yarabamba sowie im Westen an den Distrikt Jacobo Hunter.